# NGC 787
NGC 787 je galaksija u zviježđu Kit.

## Vanjske poveznice
- SEDS: NGC 787